# Павулс, Эдуард Карлович
Эдуард Карлович Павулс (латыш. Eduards Pāvuls; 7 июля 1929 — 14 июля 2006), советский и латвийский актёр театра и кино. Народный артист Латвийской ССР (1965).

## Биография
Родился 7 июля 1929 года, в семье Карлиса Павулса и его жены Анны. Родители познакомились во время Первой мировой войны. Семья жила трудно, отцу пришлось работать в разных местах: он был пожарным, рыбаком, работал на дубултской лесопилке.
Детство Эдуарда прошло в Юрмале. Как любой мальчишка из послевоенного приморского города, мечтал о карьере военного моряка.
В 1949 году окончил театральную студию при Художественном академическом театре им. Я. Райниса.
С 1950 по 1985 год Эдуард Павулс был ведущим актёром театра им. Я. Райниса.
В 1953 году был поставлен спектакль «Ромео и Джульетта» по пьесе Уильяма Шекспира в которой Павулс получил свою первую главную роль — Ромео. Роль Джульетты исполнила Вия Артмане.
В 1957 году Эдуард Павулс дебютировал в кино, первый фильм с его участием «После шторма». В этом же году Павулс получает главную роль в картине «Сын рыбака».
Режиссёр Варис Брасла в 1996 снял документальный фильм «Kā tev klājas, Eidi?» (Как живётся, «Эйди?»), посвящённый творчеству Э. Павулса.
Скончался на 78-м году жизни 14 июля 2006 года в Риге.

## Творчество

### Фильмография
- 1957 — После шторма — Юрис (озвучивал Пётр Горин)
- 1957 — Сын рыбака — Оскар
- 1957 — Рита — Сергей
- 1958 — Красные листья — Андрей Метельский
- 1958 — Повесть о латышском стрелке — Янка Пипар
- 1959 — Илзе — Рудольф
- 1961 — Обманутые — учитель Янис
- 1962 — Спасибо за весну — Межмалис
- 1963 — Укротители велосипедов — Роберт Алас, молодой учитель
- 1964 — Капитан Нуль — капитан Валдис Нуль
- 1964 — Криницы — Михась Лемяшевич
- 1965 — Заговор послов — Яков Петерс
- 1966 — Эдгар и Кристина — Сутка
- 1967 — Я всё помню, Ричард — Ричард
- 1968 — 24-25 не возвращается — Юрис Межулис
- 1968 — Армия «Трясогузки» снова в бою — Лапотник
- 1968 — Когда дождь и ветер стучат в окно — Карнитис
- 1969 — Времена землемеров — Пратниекс
- 1969 — У богатой госпожи — Ольгерт Курмис
- 1970 — Насыпь — старик Озолс
- 1970 — Слуги дьявола — Эрманис
- 1971 — В тени смерти — Гринталс
- 1971 — Город под липами — Бунка
- 1971 — Тростниковый лес — Пусстабс
- 1972 — Слуги дьявола на чёртовой мельнице — Эрманис
- 1973 — Афера Цеплиса — Эдгар Цеплис
- 1973 — Ключи от города — Юрис Андумс
- 1973 — Подарок одинокой женщине — Сиетиньш
- 1974 — Морские ворота — Ансис Дзиесма
- 1974 — Первое лето — Диенавс
- 1975 — В клешнях чёрного рака
- 1975 — Мой друг — человек несерьёзный — руководитель отдела кадров
- 1975 — Стрелы Робин Гуда — отец Тук
- 1976 — Мастер — художник
- 1977 — Будьте моей тёщей! — директор музея
- 1977 — Мужчина в расцвете лет — Лукьянскис
- 1978 — Театр — Джим Лонгтон
- 1979 — За стеклянной дверью
- 1979 — На ринг вызывается…
- 1979 — Незаконченный ужин — дебошир на лестнице
- 1980 — Братья Рико — Малакс
- 1981 — Долгая дорога в дюнах — Якоб Озолс
- 1981 — Три дня на размышление — сосед Дуршиса
- 1981 — Помнить или забыть — Бертуланс
- 1983 — Каменистый путь
- 1983 — Краткое наставление в любви — Пакулс
- 1983 — Выстрел в лесу — Лиепсаргс
- 1984 — Когда сдают тормоза — Август Дрейманис
- 1984 — Долг в любви — Эдис
- 1985 — Двойной капкан — полковник Вельста
- 1985 — Фронт в отчем доме — Карлис
- 1986 — Страх — Петертале
- 1987 — Айя — хозяин
- 1987 — Объезд
- 1990 — Семья Зитаров — Зитарс
- 1992 — Дуплет — капитан
- 1998 — Страшное лето — Язеп Пошкус
- 2000 — Мистерия старой управы — Маэстро

## Награды и звания
- Кавалер ордена Трёх звёзд (1994)[2]
- орден Трудового Красного Знамени
- орден «Знак Почёта» (03.01.1956)
- 1959 — лауреат Государственной премии Латвийской ССР за роли в фильмах «Сын рыбака», «Повесть о латышском стрелке», «Красные листья»
- 1959 — заслуженный артист Латвийской ССР
- 1965 — народный артист Латвийской ССР
- 1983 — лауреат Государственной премии СССР за роль в фильме «Долгая дорога в дюнах»